# István Szalay (Mathematiker)
István Szalay (* 22. März 1944 in Hegykő; † 1. September 2022 in Szeged) war ein ungarischer Mathematiker und Politiker. Als Mitglied der zweitstärksten Fraktion, der Ungarischen Sozialistischen Partei (MSZP), saß er von 1998 bis 2002 im Ungarischen Parlament.

## Leben
István Szalay wuchs als Einzelkind in Budapest, Csorna und Sopron auf. Nach seinem Abitur am Széchenyi István-Gymnasium in Sopron 1962 studierte er Mathematik und Physik an der József-Attila-Universität, das er nach vier Jahren 1967 mit Auszeichnung abschloss. Anschließend ging er an der JATE-Fakultät für Naturwissenschaften in Szeged an den Lehrstuhl für Analyse, der von Béla Szőkefalvi-Nagy geleitet wurde. 1971 wurde seine Habilitationsschrift veröffentlicht. Seine Karriere begann 1968 als Assistenzprofessor, 1978 als außerordentlicher Professor und 1991 als Leiter der Pädagogischen Hochschule Gyula Juhász.
1977 war er Stipendiat der Naturwissenschaften und ging an die Lomonossow-Universität Moskau, das Studienjahr 1986/87 verbrachte er als Keldis-Stipendiat am Steklow-Institut für Mathematik in Moskau. Schwerpunkt seiner Arbeit dort war die Theorie der Fourier- und Orthogonale Reihen. Ab 1999 war sein Hauptanliegen die von ihm entwickelte „Theorie der explodierten und kontrahierten Zahlen“ (Exploded and compressed numbers).
Seine Veröffentlichungen sind überwiegend in Englisch und dürften über 100 liegen. 2014 brachte er zunächst in Ungarisch sein Buch „Explodierte Zahlen“  heraus, das in Auszügen 2017 in Deutschland auch in Englisch veröffentlicht wurde.
Neben seiner wissenschaftlichen Arbeit war er auch zivilgesellschaftlich engagiert. Von 1991 bis 1994 war er Mitglied des Ausschusses für Hochschulwesen der Stadt Szeged, anschließend als Bürgermeister von Szeged und 1998 bis 2002 Mitglied des Nationalparlaments sowie dort Mitglied im Ausschuss für Kultur und Presse sowie Staatssekretär für Kirchenfragen im Büro des Premierministers. Darüber hinaus förderte in seiner Heimatstadt die Wissenschaft und unter dem Namen Junge Talente in Szeged insbesondere junge Wissenschaftler und Künstler.
Szalay war verheiratet mit einer Gymnasiallehrerin, die in den Fächern Mathematik und Physik an der Vasvári-Pál-Wirtschaftsmittelschule in Szeged unterrichtete.